# Dachstein-Mammuthöhle
Dachstein-Mammuthöhle är en grotta i Österrike. Den ligger i distriktet Gmunden och förbundslandet Oberösterreich, i den centrala delen av landet. Området kring grottan tillhör sedan 1997 världsarvet Kulturlandschaft Hallstatt–Dachstein/Salzkammergut.
Den högsta punkten i närheten är Krippenstein, 2 108 meter över havet, sydväst om Mammuthöhle. Närmaste större samhälle är Obertraun, norr om Mammuthöhle.
Trakten runt Mammuthöhle består i huvudsak av gräsmarker och blandskog. Runt Mammuthöhle är det ganska glesbefolkat, med 25 invånare per kvadratkilometer.